# Корнелијас (Орегон)
Корнелијас (енгл. Cornelius) град је у америчкој савезној држави Орегон.

## Демографија
По попису из 2010. године број становника је 11.869, што је 2.217 (23,0%) становника више него 2000. године.
| Група             | 2000.         | 2010.         |
| Белци             | 5.617 (58,2%) | 5.267 (44,4%) |
| Афроамериканци    | 73 (0,8%)     | 145 (1,2%)    |
| Азијати           | 100 (1,0%)    | 263 (2,2%)    |
| Хиспаноамериканци | 3.609 (37,4%) | 5.948 (50,1%) |
| Укупно            | 9.652         | 11.869        |